# Collection Premier Jour
Pour plus de détails, voir Fiche technique et Distribution.
Collection Premier Jour est une série de dix courts-métrages documentaires suisses réalisés par Fernand Melgar, sortis en 2002.

## Description
Le temps d'une journée, chaque court-métrage accompagne en cinéma direct une personne qui s'apprête à vivre un évènement qui engage sa vie sur une voie nouvelle. 
La Collection Premier Jour est coproduite la RTS et Arte. Elle est diffusée en première partie de soirée sur RTS Un du 25 décembre 2002 au 6 janvier 2003. 
Elle a une majorité de critiques positives. Plusieurs courts-métrages sont sortis au cinéma et ont reçu des distinctions. 
Tous les courts-métrages de la collection sont disponibles gratuitement en VOD. 

## Fiche technique
- Titre original : Collection Premier Jour
- Titre anglais : First Day Collection
- Montage et réalisation : Fernand Melgar
- Image : Camille Cottagnoud, Fernand Melgar, Séverine Barde, Patrick Mounoud
- Son : Blaise Gabioud, Fernand Melgar, Gilles Abravanel, Fred Kohler
- Musique : Julien Sulser
- Générique : Claude Barras, Cédric Louis
- Production : Fernand Melgar, Jean-Marc Henchoz
- Coproduction : RTS, Arte
- Soutien : Fondation Vaudoise pour le Cinéma, Fonds Régio Films
- Diffusion :
  -  Suisse : RTS Un : 25 décembre 2002 à 20 h 05

## Synopsis des courts-métrages

### L'arrivée

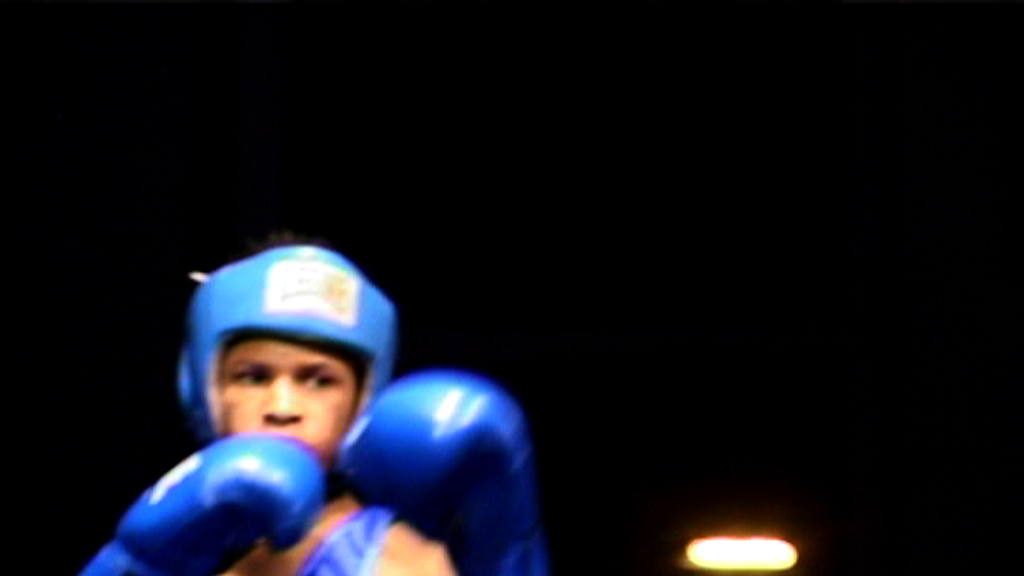
Le combat

Le jeune Bruno et ses parents Pascal et Fabienne se rendent à l'aéroport de Genève pour accueillir avec leurs amis et famille la petite Naïka en provenance d'Haïti. 

### Le combat

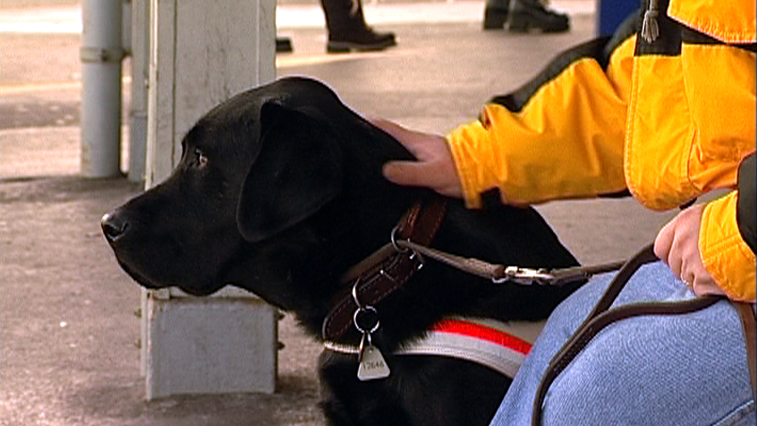
La visite

Randy, apprenti boxeur dans la catégorie « poids-papier », va affronter son premier adversaire à Yverdon sous les conseils avisés de son vieux coach.

### La visite

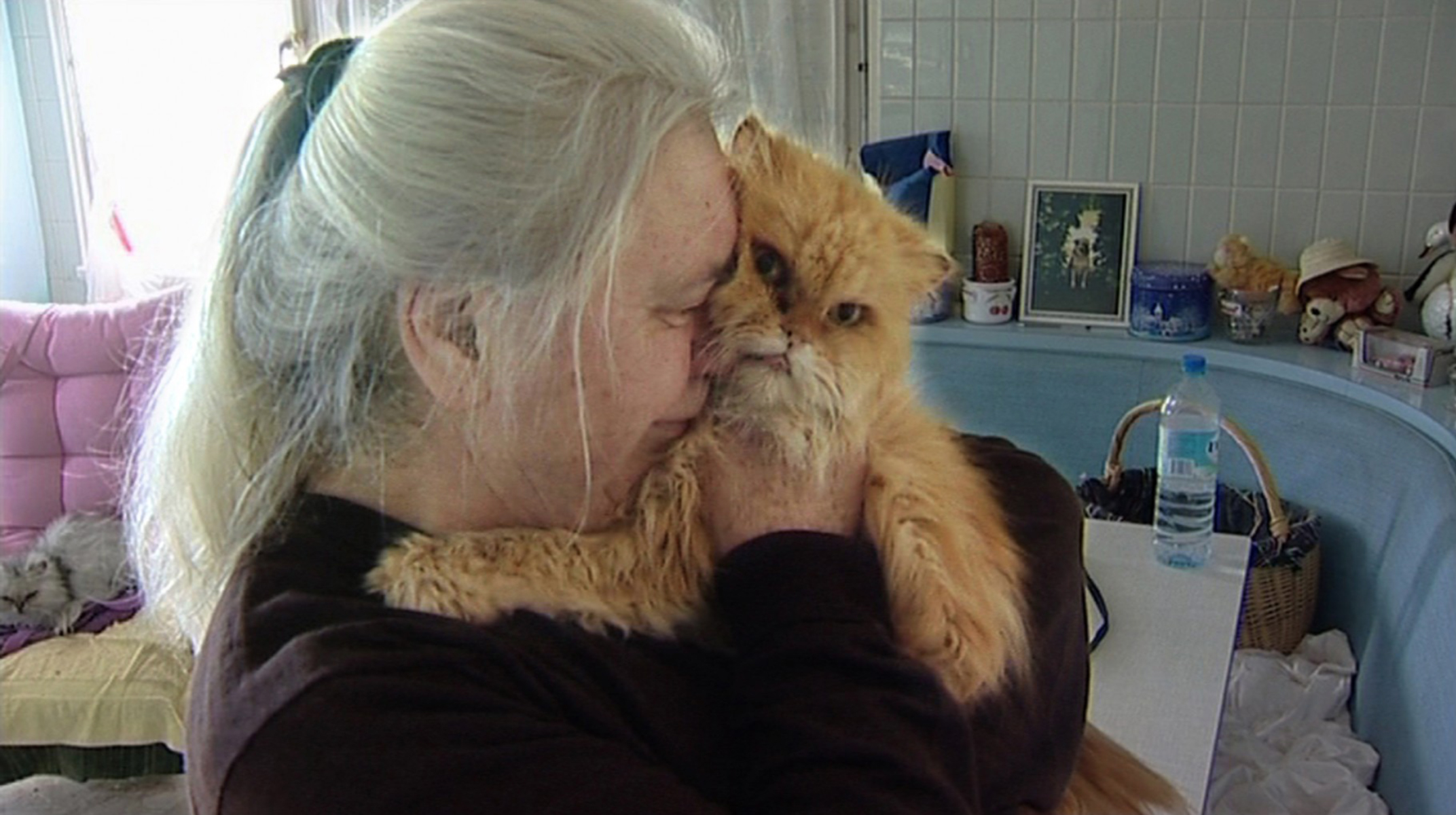
La vente

À la suite d'une maladie, Denis est devenu récemment mal-voyant. Pour la première sortie avec son nouveau chien-guide Graffiti, il décide de faire une visite surprise à ses parents à Saxon.

### La vente

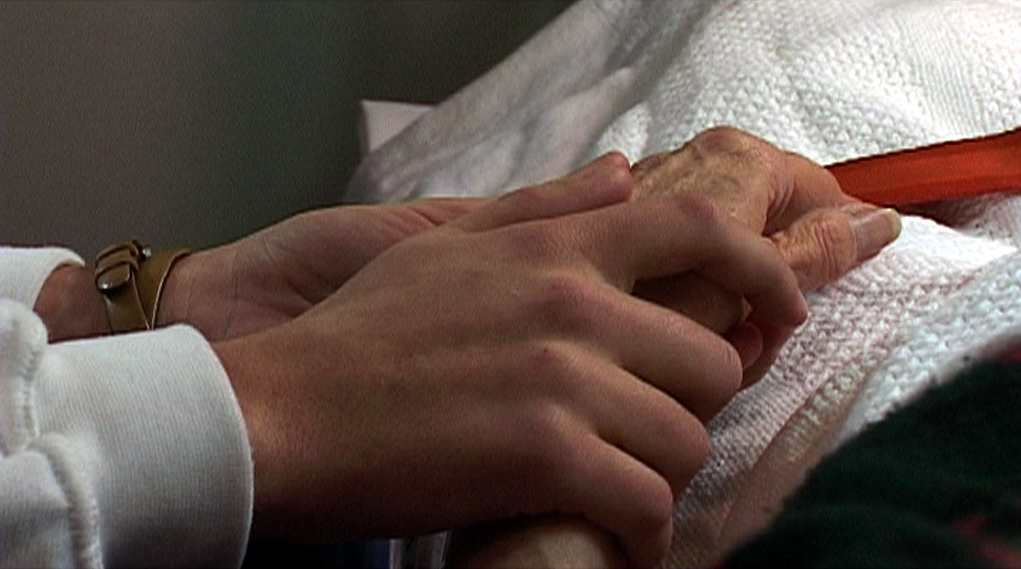
Le stage

Denise a perdu tragiquement son mari il y a dix ans et n'a jamais pu faire son deuil. Pour faire face à ses dettes, l'Office des poursuites organise une visite publique de sa villa à Genève en vue d'une vente aux enchères.

### Le stage

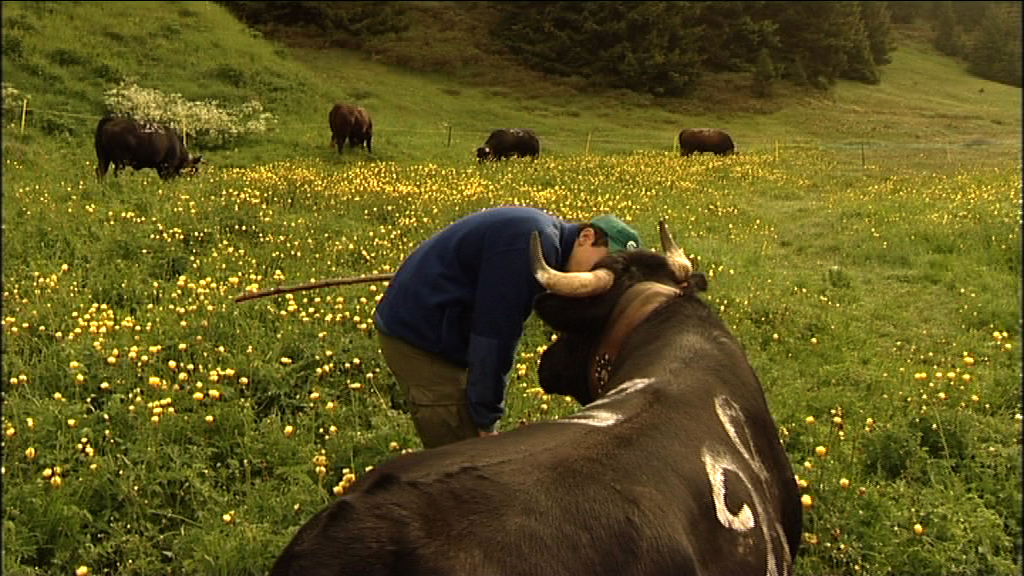
L'inalpe

Gaël cherche cherche une place d'apprentissage pour son futur métier. Elle effectue un stage d'ambulancière, un métier réservé en principe aux hommes.

### L'inalpe

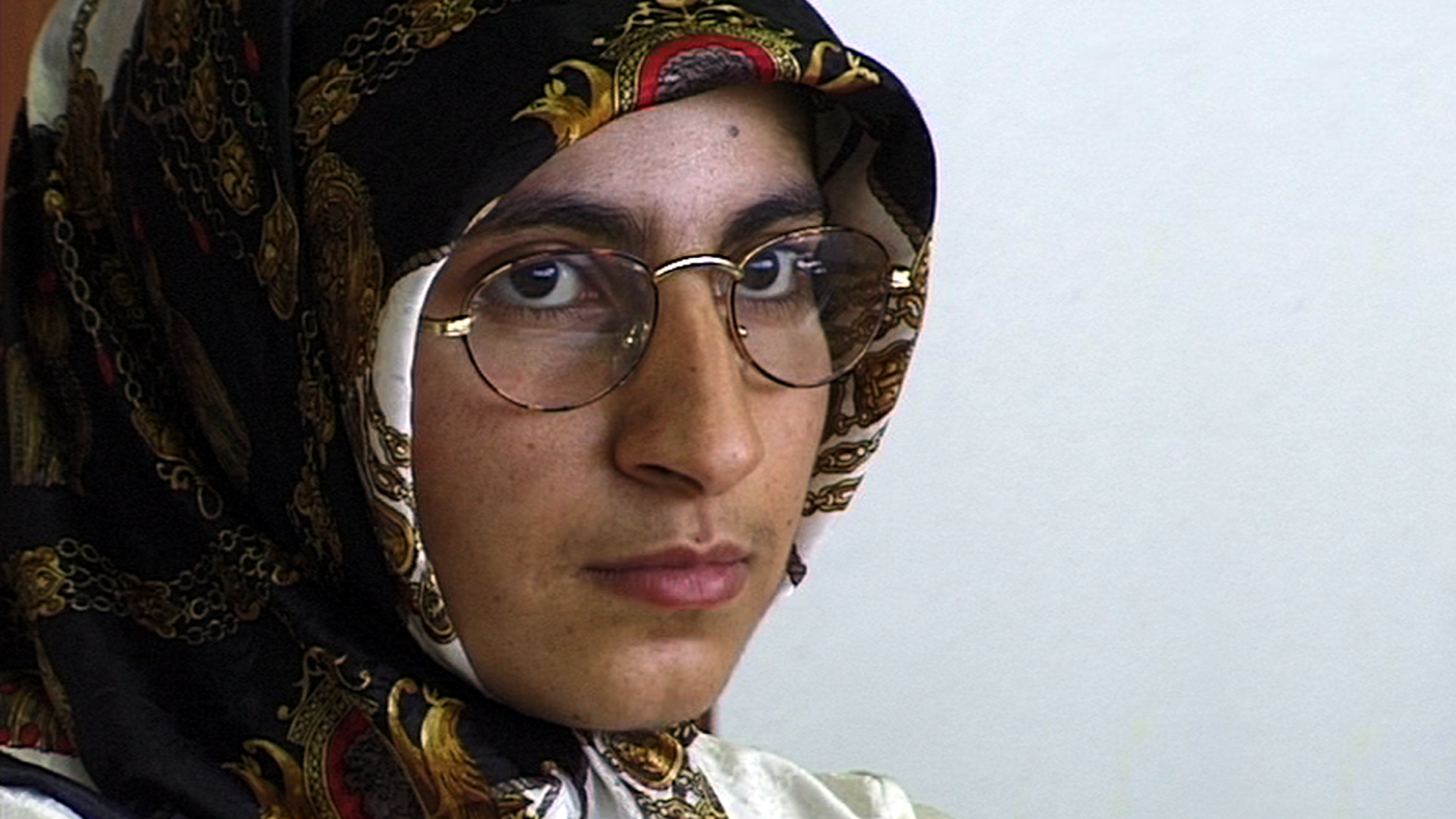
La rentrée

Le jeune vacher Fabrice monte pour la première fois à l'alpage avec un troupeau de vaches d'Hérens pour le traditionnel combat de reines.

### La rentrée

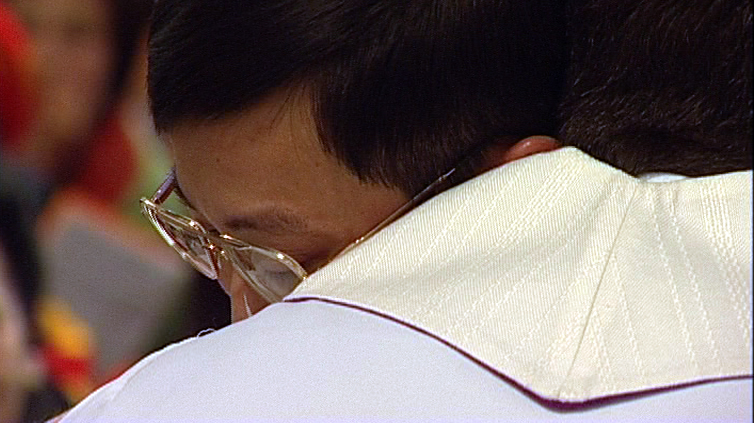
L'ordination

C'est le jour de la rentrée scolaire pour la maîtresse Lucienne. Elle enseigne le français ainsi que les us et coutumes du pays à de jeunes étrangers fraîchement débarqués en Suisse.

### L'ordination

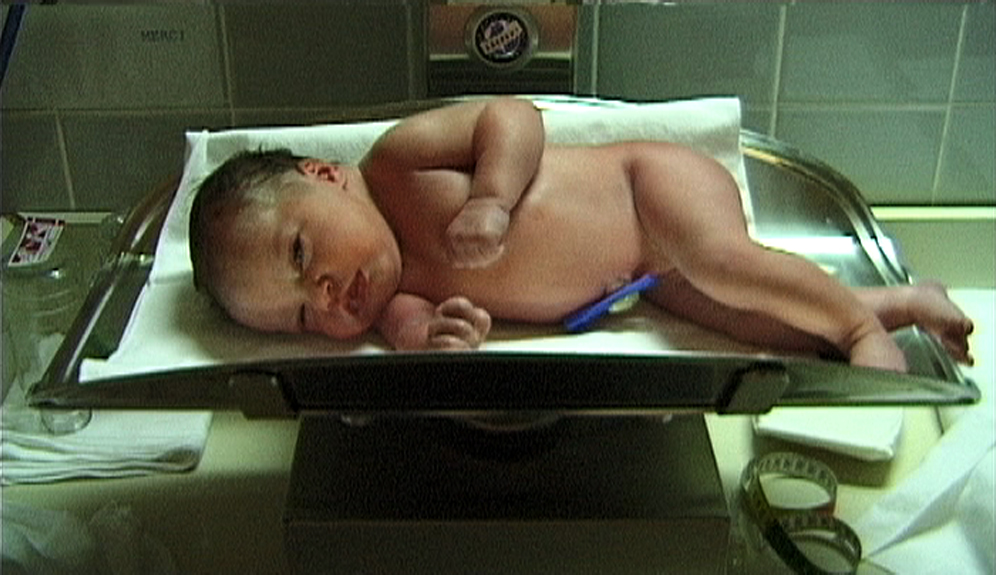
L'attente

Jean, ancien réfugié Boat-people et séminariste est ordonné prêtre par l'évêque de Lausanne en présence de sa nombreuse communauté vietnamienne et de quelques vieux paroissiens à Yverdon.

### L'attente
Pascal, travesti et futur père, rejoint en urgence sa femme Carole à la clinique dans l'attente imminente d'un l'heureux évènement. 

## Production

### Tournage
Dans l'attente du financement d'un long métrage, Fernand Melgar décide avec son chef opérateur Camille Cottagnoud de tourner sans budget et sans préparation des petites histoires pour ne pas « perdre la main ». Le directeur de Visions du Réel Jean Perret analyse que« ce sont des courts-métrages exemplaires: une journée de tournage, une caméra, pas de repérages, pas de rencontres préliminaires avec les personnages, pas de scénario et pas de mise en scène. Le cinéma direct à l'écoute d'une première fois dans la vie de quelqu'un, décrivant sa subtilité et sa plénitude ». Sur une série de sujets prédéfinis, le ou la protagoniste est contacté par téléphone via des associations ou institutions. « Le petit boxeur à son premier combat, le bébé d'Haïti qui arrive à l'aéroport, une jeune trisomique à son premier jour de classe... À chaque fois le vidéaste veut montrer comment un individu tente de s'intégrer à un groupe tout en restant lui-même ». Un minimum d'informations sont alors transmises au héros du jour: le lieu et l'heure du rendez-vous, aucun contact direct avec l'équipe technique pendant le tournage et se cantonner à vivre l'événement ensemble et aucune scène ne sera rejouée. « Avec ses compères, Camille Cottagnoud et Blez Gabioud, Fernand Melgar sait se faire petit, se taire pour les filmer au plus près. « Je ne recherche pas l'émotion en voyeur mais pour partager quelque chose de fort avec les autres ». Le tournage en cinéma direct sans commentaires ni interview peut s'apparenter au travail documentaire des frères Albert et David Maysles.

### Diffusion
Fait exceptionnel pour des courts-métrages, la diffusion télévision de la Collection Premier Jour a eu lieu en première partie de soirée sur la chaîne nationale suisse RTS Un du 25 décembre 2002 au 6 janvier 2003,. L'audience en parts de marché a été de 41,2 % face à la forte concurrence des journaux télévisés des chaînes françaises.

### Suite
L'attente a donné lieu au long-métrage Remue-Ménage. D'une naissance jusqu'au premier anniversaire de leur dernier enfant, le film est une tragi-comédie documentaire d'une famille hors-norme dans une petite ville vaudoise à la morale étriquée.
Le thème de La rentrée est inspirée d'un film précédent de Fernand Melgar, Classe d'accueil.
L'arrivée où l'on voit la petite Naïka débarquer à Genève en 2000 pour rencontrer sa nouvelle famille a été 18 ans plus tard au cœur de l'émission radio Vacarme de la Première sur l'adoption en Haïti.

## Accueil

### Critique positive
Le critique Jérôme Estèbe de la Tribune de Genève juge que « réalisés avec une troublante maestria, ces Premiers Jours parviennent à capter des instants de vie avec une pudeur et une droiture plutôt rare dans la petite lucarne ». Claude Vallon du 24 Heures estime de son côté que L'arrivée « avec peu de dialogues, en dit plus que de longs discours sur l'attente et l'espoir ». Antoine Duplan de l'Hebdo relève toujours à propos de L'arrivée que « avec pudeur, Fernand Melgar filme l’amour immense des gens qui se battent pour arracher des enfants à un avenir désespérant ». Nadine Richon du Temps retient que « sans aucun commentaire redondant, Le Combat capte un moment particulièrement intense et unique dans la vie d’une personne. Ce film saisit la cruauté du premier combat d’un adolescent sur un ring de boxe. Entre les paroles captées sur le vif et qui enrobent, voire embellissent la réalité, et les images du choc violent et frontal entre deux jeunes garçons, il y a un hiatus que le film ne manque pas de souligner ».

## Distinction

### Prix
- 2000 : Prix TV5 pour L'Arrivée à Cinéma tout écran, Genève  ;
- 2000 : Mention spéciale pour L'Arrivée à l'International Kurzfilmtage de Winterthur  ;
- 2001 : Prime à la qualité de l’Office fédéral de la culture pour L’Arrivée.

### Nomination
- 2000 : Compétition internationale pour L’Arrivée au Festival du film de Locarno ;
- 2000 : Competition internationale pour L’Arrivée au Festival international du film francophone de Namur ;
- 2001 : Nomination meilleur court-métrage pour L’Arrivée au Prix du cinéma suisse ;
- 2001 : Compétition internationale pour L’Arrivée aux Journées africaines et créoles, Montréal ;
- 2001 : Compétition internationale pour L’Arrivée au Festival international du film de Tróia ;
- 2001 : Compétition internationale pour L’Arrivée au Festival international du film de Melbourne ;

- 2002 : Compétition internationale pour L’Apprentissage à Cinéma tout écran, Genève ;
- 2002 : Compétition internationale pour Le Combat au Festival du film de Vendôme ;
- 2002 : Compétition internationale pour L’Apprentissage au Cairo International Film Festival For Children[12] ;
- 2003 : Nomination meilleur court-métrage pour Le Combat au Prix du cinéma suisse ;
- 2003 : Compétition internationale pour Le Combat au 25e Festival international du court métrage de Clermont-Ferrand ;
- 2003 : Compétition internationale pour Le Combat à l'International Kurzfilmtage de Winterthur ;
- 2003 : Compétition internationale pour Le Combat au Festival Internacional de Cine de Gijón ;
- 2010 : Rétrospective Collection Premier Jour au 51e Festival dei popoli de Florence[13] ;
- 2012 : Rétrospective Collection Premier Jour au Festival international du cinéma indépendant de Buenos Aires.